# گرانت گیلسپی
گرانت گیلسپی (انگلیسی: Grant Gillespie) بازیگر اهل بریتانیا است.
از فیلم‌ها یا مجموعه‌های تلویزیونی که وی در آن‌ها نقش داشته‌است، می‌توان به شهر هالبی، هالیوکس، ایست‌اندرز، تلفات، پوآرو، آدمکشان میدسامر، کینگزمن: محفل طلایی و پوآرو اشاره نمود.